# Illustrierte Wäsche-Zeitung
Die Illustrierte Wäschezeitung war eine österreichische Monatszeitung mit dem Fokus auf Kleidung, die zwischen 1891 und 1928 in Wien und Berlin erschienen ist. Der Titelzusatz der Zeitung lautet Ausgabe für Österreich-Ungarn: Gebrauchsblatt mit Zuschneidebogen. Jedes Titelblatt ist individuell gestaltet und zeigt je Ausgabe verschiedene selbstangefertigte Kleidungsstücke. Der Grundgedanke der Zeitung war, den Lesern auf einfache Weise zu zeigen, wie sie modische Kleidungsstücke selbst anfertigen können.
Die Illustrierte Wäschezeitung erschien im damaligen Österreich-Ungarn, ist jedoch ganzheitlich in Deutsch abgefasst. Ab dem Jahr 1927 erschien monatlich die Österreichische Wäscher- und Wäscherputzer-Zeitung, welche als Nachfolger der Illustrierten Wäschezeitung gilt. Diese wurde im Jahr 1935 jedoch ebenfalls eingestellt.